# Can Felip del carrer Dr. Calix Noguer
Can Felip és una casa de la Cellera de Ter (Selva) inclosa a l'Inventari del Patrimoni Arquitectònic de Catalunya.

## Descripció
Es tracta d'un immoble de planta rectangular que consta de planta baixa i dos pisos superiors, cobert amb una teulada a dues aigües de vessants a façana amb un ràfec format per tres fileres de rajola. La composició del ràfec és la següent: primer una filera de rajola acabada en punta de diamant, llavors una filera de rajola plana culminat tot el conjunt amb una altra filera de rajola ondulada imitant la teula. Pel que fa al seu emplaçament, aquest està ubicat en el carrer Dr. Calixt Noguer, però al mateix temps fa cantonada amb el carrer Major.
La planta baixa contempla tres obertures de similar tipologia, és a dir: rectangulars, amb llinda monolítica conformant un arc pla i muntants de pedra ben escairats. D'aquestes tres, cal destacar especialment el gran portal d'accés, en la llinda del qual es llegeix la data de: “17 + 96”.
Paral·lelament, en aquest mateix sector trobem una altra obertura rectangular. Antigament aquesta era de majors dimensions i consistia en una obertura d'arc de mig punt rebaixat i emmarcat per rajol i que actuava com a quadres i estable. Però en l'actualitat aquesta ha estat molt reformada en dos sentits: per una banda, s'ha simplificat i reduït extraordinàriament. Mentre que per l'altra, també ha variat el seu ús, ja que ara actua com a habitatge unifamiliar, perdent per tant el seu ús primigeni.
El primer pis o planta noble, consta de quatre obertures, a destacar especialment dues, com són la central i la més propera a la cantonada. Ambdues contenen els mateixos trets, és a dir: són rectangulars, amb llinda monolítica i muntants de pedra. Difereixen en el fet que la central és de major mida i a més a més ha estat reconvertida en balconada i equipada amb la seva barana de ferro forjat.
Pel que fa al segon i últim pis, aquest executa les tasques de golfes i es projecta en la façana en tres obertures bastant irrellevants que no han rebut cap tractament singular.